# Alexander Foote
Alexander Foote (n. 13 aprilie 1905, Derbyshire – d. 1 august 1957) a fost un agent dublu în timpul celui de al Doilea Război Mondial. Ca agent secret sovietic a făcut parte din organizația "Orchestra Roșie", iar ca agent britanic a făcut parte din "Secret Intelligence Service".
După terminarea războiului s-a reîntors în Occident, unde în 1949 a publicat o carte despre activitatea sa ca agent dublu.

## Activitate
Foote era din Yorkshire. A participat în anii 1930 ca voluntar în Războiul Civil Spaniol. A intrat în contact cu agenta sovietică "Sonja" în Elveția. Ea avea grad de colonel și a folosit mai multe nume, de exemplu: "Ruth Werner", "Ursula Beurton", "Ursula Hamburger" sau "Ursula Maria Kuczynski". După această întâlnire, Foote a lucrat împreună cu telegrafistul Sándor Radó. Pentru a-i pune la încercare loialitatea, el fost torturat la Moscova. Foote a trecut cu succes interogatoriul sovietic. A primit acum o nouă identitate: maiorul Granatov, iar în Germania era Albert Müller. În martie 1947, când un agent sovietic a cautat să-l demaște, Foote s-a refugiat în sectorul britanic din Berlin.

## Opere
- A Handbook for Spies, London 1949, 2. Auflage London 1964
  - de : Handbuch für Spione, Leske Darmstadt 1954
- Aus dem Kriegstagebuch eines Sowjetspions, in "Der Spiegel" ab 24. Februar 1954. Anfang (24. Februar 1954), 1. Fortsetzung (3. März 1954), 2. Fortsetzung (10. März 1954), 3. Fortsetzung (17. März 1954), 4. Fortsetzung (24. März 1954), 5. Fortsetzung und Schluss (31. März 1954),Nachwort (31. März 1954)